# Chionochloa teretifolia
Chionochloa teretifolia är en gräsart som först beskrevs av Donald Petrie, och fick sitt nu gällande namn av Victor Dmitrievich Zotov. Chionochloa teretifolia ingår i släktet Chionochloa och familjen gräs. Inga underarter finns listade i Catalogue of Life.